# Aciduria combinata malonica e metilmalonica
L'aciduria combinata malonica e metilmalonica (CMAMMA), detta anche acidemia combinata malonica e metilmalonica, è una malattia metabolica ereditaria caratterizzata da livelli elevati di acido malonico e acido metilmalonico. Tuttavia, i livelli di acido metilmalonico superano quelli di acido malonico. CMAMMA non è solo un'aciduria organica, ma anche un difetto della sintesi mitocondriale degli acidi grassi (mtFASII). Alcuni ricercatori hanno ipotizzato che la CMAMMA possa essere una delle forme più comuni di acidemia metilmalonica e forse uno degli errori congeniti più comuni del metabolismo. A causa di una diagnosi rara, il più delle volte non viene rilevato.

## Sintomi e segni
I fenotipi clinici della CMAMMA sono molto eterogenei e vanno da sintomi asintomatici, lievi o gravi. La fisiopatologia sottostante non è ancora stata compresa. In letteratura sono riportati i seguenti sintomi:
- acidosi metabolica[2][7][8]
- coma[3][4]
- ipoglicemia[2][3][4]
- sequestri[2][4][7][8]
- malattie gastrointestinali[7][8]
- ritardo dello sviluppo[4][7][8]
- ritardo del parlato[1][4][6]
- mancata crescita[4]
- malattia psichiatrica[4]
- problemi di memoria[4]
- declino cognitivo[4]
- encefalopatia[6]
- cardiomiopatia[2][7][8]
- caratteristiche dismorfiche[7][8]

Quando i primi sintomi compaiono nell'infanzia, è più probabile che si tratti di disturbi metabolici intermedi, mentre negli adulti si tratta solitamente di sintomi neurologici.

## Cause
La CMAMMA è un disordine metabolico innato, autosomico-recessivo, che risulta in una carenza dell'enzima mitocondriale Acil-CoA sintetasi membro della famiglia 3 (ACSF3). Il gene ACSF3 si trova sul cromosoma 16, locus q24.3, è composto da 11 esoni e codifica una proteina di 576 aminoacidi. La CMAMMA può essere causata da varianti di mutazione omozigote o eterozigote composta nel gene ACSF3. Sulla base della frequenza allelica minore (MAF), si può prevedere una prevalenza di ~ 1: 30 000 per la CMAMMA.

## Fisiopatologia
ACSF3 codifica una acil-CoA sintetasi, localizzata nei mitocondri e con un'elevata specificità per l'acido malonico e l'acido metilmalonico. È responsabile come malonil-CoA sintetasi della conversione dell'acido malonico in malonil-CoA e come metilmalonil-CoA sintetasi della conversione dell'acido metilmalonico in metilmalonil-CoA.

Panoramica schematica della fisiopatologia della CMAMMA

### Difetto della sintesi mitocondriale degli acidi grassi (mtFASII)
ACSF3, nella sua funzione di malonil-CoA sintetasi, catalizza la conversione dell'acido malonico in malonil-CoA, che è il primo passo della via di sintesi mitocondriale degli acidi grassi (mtFASII). La mtFASII - da non confondere con la più nota sintesi degli acidi grassi (FASI) nel citoplasma - svolge un ruolo importante nella regolazione del metabolismo energetico e nei processi di segnalazione mediati dai lipidi.
La carenza di ACSF3 nella CMAMMA porta a un accumulo di acido malonico e a una carenza mitocondriale di malonil-CoA. Mentre l'acido malonico inibisce competitivamente il complesso II e ha un effetto citotossico, la carenza del substrato malonil-CoA porta a sua volta a una ridotta malonilazione delle proteine mitocondriali, che influisce sull'attività degli enzimi metabolici e altera il metabolismo cellulare. Tuttavia, la richiesta di malonil-CoA può ancora essere soddisfatta in parte attraverso l'enzima mtACC1, un'isoforma mitocondriale dell'acetil-CoA carbossilasi 1 (ACC1), che spiega l'ampio fenotipo clinico della CMAMMA. Le carenze di intermedi possono essere continuate fino al principale prodotto di mtFASII, l'ottanoil-ACP, che è richiesto come substrato di partenza per la biosintesi dell'acido lipoico, per l'assemblaggio dei complessi della fosforilazione ossidativa e come substrato endogeno per la β-ossidazione. Importanti complessi multienzimatici mitocondriali come quelli del metabolismo energetico, il complesso della piruvato deidrogenasi (PDHC), il complesso dell'α-chetoglutarato deidrogenasi (α-KGDHC) e del metabolismo degli aminoacidi, il complesso della deidrogenasi degli alfa-acidi a catena ramificata (BCKDHC), il complesso dell'oxoadipato deidrogenasi (OADHC) e il sistema di scissione della glicina (GCS), dipendono dall'acido lipoico come cofattore covalente per la loro funzionalità. Di conseguenza, la ridotta lipoilazione del complesso piruvato deidrogenasi e del complesso α-chetoglutarato deidrogenasi porta a un ridotto flusso glicolitico, misurato in glicolisi e capacità glicolitica. Per compensare probabilmente la richiesta energetica della cellula, è stato possibile rilevare un aumento della β-ossidazione degli acidi grassi e una diminuzione della concentrazione di aminoacidi che alimentano anapleroticamente il ciclo di Krebs, come aspartato, glutammina, isoleucina, treonina e leucina. In sintesi, la riduzione della respirazione mitocondriale e del flusso glicolitico si traduce in un'alterata flessibilità mitocondriale con una forte dipendenza dalla β-ossidazione degli acidi grassi e un maggiore consumo di aminoacidi anaplerotici.
Tuttavia, nonostante il loro elevato fabbisogno energetico, le cellule neurali non sono in grado di utilizzare in modo efficiente gli acidi grassi per la produzione di energia, ad eccezione delle cellule gliali e dei neuroni specializzati nell'ipotalamo. Tuttavia, esiste una stretta interazione metabolica tra le cellule gliali sotto forma di astrociti e i neuroni per mantenere la funzionalità cellulare. Si ipotizza quindi che la CMAMMA porti anche a una upregulation della β-ossidazione nelle cellule cerebrali, con conseguente aumento del rischio di ipossia e stress ossidativo, che può contribuire ai sintomi neurologici a lungo termine.
Inoltre, si verificano anche cambiamenti massicci nei lipidi complessi cellulari, come l'aumento dei livelli di lipidi bioattivi come le sfingomieline e le cardiolipine, nonché i triacilgliceridi, che sono inoltre accompagnati da un'alterazione della lunghezza della catena degli acidi grassi e dalla presenza di specie a catena dispari. Al contrario, le fosfatidilcoline, i fosfatidilgliceroli e le ceramidi sono ridotti, questi ultimi proporzionalmente all'aumento delle sfingomieline. Inoltre, l'incorporazione del malonato nei lipidi è significativamente inferiore, il che indica che l'ACSF3 è necessario per il metabolismo del malonato.

### Difetto di degradazione dell'acido metilmalonico (aciduria metilmalonica)

Ruolo di ACSF3 nel metabolismo dell'acido metilmalonico

ACSF3, nella sua funzione di metilmalonil-CoA sintetasi, catalizza la conversione dell'acido metilmalonico in metilmalonil-CoA, in modo che possa essere degradato attraverso il ciclo di Krebs.
La carenza di ACSF3 nella CMAMMA porta quindi a una ridotta degradazione e di conseguenza a un aumento dell'accumulo di acido metilmalonico nei liquidi e nei tessuti del corpo, noto anche come aciduria metilmalonica. Il metilmalonil-CoA si forma dagli aminoacidi essenziali valina, treonina, metionina e isoleucina, dagli acidi grassi a catena dispari, dall'acido propionico e dalla catena laterale del colesterolo e può essere convertito in acido metilmalonico dalla D-metilmalonil-CoA idrolasi ancor prima di raggiungere il ciclo di Krebs attraverso la succinil-CoA.
La fermentazione batterica nell'intestino è una fonte quantitativamente significativa di acido propionico, che è un precursore dell'acido metilmalonico. Oltre a questo, l'acido propionico viene assorbito anche attraverso la dieta, in quanto è naturalmente presente in alcuni alimenti o viene aggiunto come conservante dall'industria alimentare, soprattutto nei prodotti da forno e nei latticini. Inoltre, l'acido metilmalonico si forma durante il catabolismo della timina.
Tuttavia, le esterasi intracellulari sono anche in grado di scindere il gruppo metile (-CH3)dell'acido metilmalonico e di generare la molecola madre acido malonico.
In vitro, è stato possibile stabilire un collegamento tra l'acido metilmalonico libero e l'acido malonico alla neurotossicità.

## Diagnosi
A causa di un'ampia gamma di sintomi clinici e del fatto che la CMAMMA sfugge in gran parte ai programmi di screening neonatale, si ritiene che sia una condizione poco riconosciuta.

### Programmi di screening neonatale
Poiché la CMAMMA dovuta all'ACSF3 non comporta un accumulo di metilmalonil-CoA, malonil-CoA o propionil-CoA, né si osservano anomalie nel profilo dell'acilcarnitina, la CMAMMA non viene rilevata dai programmi di screening neonatale standard.
Un caso particolare è rappresentato dalla provincia del Québec che, oltre all'esame del sangue, effettua anche uno screening delle urine al 21º giorno dalla nascita con il Quebec Neonatal Blood and Urine Screening Program, anche se è probabile che non tutti i soggetti affetti da CMAMMA vengano individuati.

### Laboratori di routine e biochimici
Calcolando il rapporto acido malonico/acido metilmalonico nel plasma, una CMAMMA può essere chiaramente distinta da una classica acidemia metilmalonica. Questo vale sia per i soggetti che rispondono alla vitamina B12 sia per quelli che non rispondono all'acidemia metilmalonica. L'uso di valori di acido malonico e di acido metilmalonico dalle urine non è adatto per calcolare questo rapporto.
Nella CMAMMA dovuta all'ACSF3, il livello di acido metilamonico supera quello dell'acido malonico. Al contrario, il contrario è vero per la CMAMMA dovuta al deficit di malonil-CoA decarbossilasi.

### Test genetici molecolari
La diagnosi finale è confermata da test genetici molecolari se vengono trovate varianti di mutazioni patogene bialleliche nel gene ACSF3. Esistono pannelli multigenici specifici per le acidemie metilmaloniche, ma i geni specifici testati possono variare da laboratorio a laboratorio e possono essere personalizzati dal medico in base al fenotipo individuale.
Lo screening esteso dei portatori (ECS) nel corso di un trattamento di fertilità può anche identificare i portatori di mutazioni nel gene ACSF3.

## Ricerca
Nel 1984 è stata descritta per la prima volta in uno studio scientifico la CMAMMA dovuta a un deficit di malonil-CoA decarbossilasi. Ulteriori studi su questa forma di CMAMMA sono seguiti fino al 1994, quando è stata scoperta un'altra forma di CMAMMA con normale attività della malonil-CoA decarbossilasi. Nel 2011, la ricerca genetica attraverso il sequenziamento dell'esoma ha identificato il gene ACSF3 come causa della CMAMMA con malonil-CoA decarbossilasi normale. Con uno studio pubblicato nel 2016, il calcolo del rapporto acido malonico/acido metilmalonico nel plasma ha presentato una nuova possibilità di diagnosi rapida e metabolica della CMAMMA.
Il Quebec Neonatal Blood and Urine Screening Program rende la provincia del Quebec interessante per la ricerca sulla CMAMMA, in quanto rappresenta l'unica coorte di pazienti al mondo senza bias di selezione. Tra il 1975 e il 2010, si stima che siano stati sottoposti a screening circa 2.695.000 neonati, con 3 rilevamenti di CMAMMA. [Tuttavia, sulla base di questo tasso di rilevamento inferiore a quello previsto dalle frequenze eterozigote, è probabile che non tutti i neonati con questo fenotipo biochimico siano stati individuati dal programma di screening. Uno studio del 2019 ha poi identificato ben 25 pazienti affetti da CMAMMA nella provincia del Quebec. Tutti, tranne uno, sono giunti all'attenzione clinica attraverso il programma provinciale di screening delle urine neonatali, 20 di loro direttamente e 4 dopo la diagnosi di un fratello maggiore.

## Serie fenotipica
Le seguenti malattie presentano anche livelli biochimici elevati di acido malonico e acido metilmalonico:
- aciduria malonica[23]
- disturbo dello sviluppo intellettivo autosomico recessivo 69[23]

## Etimologia
Il termine aciduria combinata malonica e metilmalonica con il suffisso -uria (dal greco ouron, urina) si è affermato nella letteratura scientifica in contrasto con l'altro termine acidemia combinata malonica e metilmalonica con il suffisso -emia (dal greco aima, sangue). Tuttavia, nel contesto della CMAMMA, non viene fatta una chiara distinzione, poiché l'acido malonico e l'acido metilmalonico sono elevati sia nel sangue che nelle urine.
Nell'aciduria malonica, anche l'acido malonico e l'acido metilmalonico sono elevati, per questo motivo la malattia veniva chiamata aciduria malonica e metilmalonica combinata (CMAMMA). Sebbene la carenza di ACSF3 sia stata scoperta solo in seguito, il termine aciduria combinata malonica e metilmalonica si è ormai affermato nei database medici per la carenza di ACSF3.